# Клаус Церта
Клаус Церта (нім. Klaus Zerta, 25 листопада 1946) — німецький академічний веслувальник.
Олімпійський чемпіон 1960 року в складі розпашної двійки зі стерновим.